# Saraina kindamba
Saraina kindamba là một loài nhện trong họ Salticidae.
Loài này thuộc chi Saraina. Saraina kindamba được Azarkina miêu tả năm 2009.